# Cyrille Thouvenin
Cyrille Thouvenin (ur. 15 maja 1976 w Mont-Saint-Martin) – francuski aktor filmowy, telewizyjny i teatralny.
W latach 1997–1998 uczęszczał do Ecole de l'Acteur Florent. W 2001 roku ukończył CNSAD (Conservatoire national supérieur d'art dramatique) w Paryżu.
Debiutancka rola kinowa płomiennego i bystrego homoseksualisty Christophe'a w melodramacie komediowym Rozstrój płci (La confusion des genres, 2000) przyniosła mu nominację do nagrody Césara. 
Użyczył głosu Człowiekowi-Zagadce (w oryginale Cory Michael Smith) we francuskiej wersji serialu amerykańskiego Gotham (2015-2016).

## Wybrana filmografia

### Filmy fabularne
- 1997: Commandant Nerval jako Vincent Cheminal
- 1999: Le Choix d'Élodie jako Harry
- 2000: In extremis
- 2000: Un morceau de soleil jako Martin
- 2000: La confusion des genres jako Christophe
- 2000: Chodzi po prostu o miłość (Juste une question d’amour) jako Laurent
- 2000: Un Arabe ouvert
- 2001: L'Interpellation jako Lionel Brunel
- 2001: Dérives jako Denis
- 2001: Tak, ale... (Oui, mais...) jako Sébastien Douglas
- 2002: Zimny pot (Sueurs) jako Victor
- 2003: Gorący dom (Les Parents terribles) jako Michel
- 2003: Quelques jours entre nous jako Vincent
- 2003: Niebezpieczne związki (Les liaisons dangereuses) jako Hugo/Ludovic
- 2003: Signe d'hiver jako Vincent
- 2003: Quelqu'un vous aime... jako Yann
- 2004: Sad Day jako Kyo
- 2005: Les Âmes grises jako żołnierz kaleka
- 2005: Edy jako Antoine
- 2006: L'Avare jako Cléante
- 2006: Pour l'amour de Dieu jako Billal
- 2006: Les Fragments d'Antonin jako Stan
- 2006: Vincent River jako Davey
- 2008: Zdarzenie jako Francuski przyjaciel

### Seriale TV
- 1998: Quai n° 1 jako Snake
- 1998: Commandant Nerval jako Vincent Cheminal
- 1999: Joséphine, ange gardien jako Gaël
- 2003: Ostatni król - Karol II: Potęga i pasja (Charles II: The Power & the Passion) jako Monsieur